# Маркер списка
Ма́ркер списка, бу́ллит, бу́ллет, бу́лит (англ. bullet) — типографский знак, используемый для выделения элементов списка (перечня), как показано на примере ниже:
- это первый элемент списка; обратите внимание на буллит слева;
- это следующий элемент списка, и перед ним стоит ещё один буллит.
Это вторая строка второго элемента списка, и поэтому перед ней буллит не ставится.

## Употребление
Обычно булиты используются в справочных и технических материалах, чтобы обозначить последовательность связанных элементов. Этими элементами могут быть короткие отрывки текста, отдельные предложения или полноценные абзацы.
Короткие отрывки текста, начинающиеся со строчной буквы, обычно завершают точкой с запятой, кроме последнего элемента списка, который завершают точкой. Элементы списка, состоящие из одного предложения, начинающегося с прописной буквы, или нескольких предложений, разделённых точкой, завершают точкой. Иногда элементы списка, начинающиеся со строчной или прописной буквы, не завершают вовсе.
| Способ 1                      | Способ 2                      | Способ 3                                        |
| ----------------------------- | ----------------------------- | ----------------------------------------------- |
| - первый; - второй; - третий. | - Первый. - Второй. - Третий. | - первый/Первый - второй/Второй - третий/Третий |

## Графические формы
В традиционной русской типографике роль маркера списка играет тире (—), хотя издавна допускалось использование и других типографских знаков (кружков, ромбиков, звёздочек и т. п.). В последнее время использование компьютерных программ западного производства привело к распространению в деловой и технической документации тех стилей оформления текста, которые ими поддерживаются проще всего, в частности, прижилось использование буллита для маркировки списков. Вместе с тем в Единой системе конструкторской документации (например, ГОСТ Р 2.105—2019) использование этого маркера списков не оговорено.
В Юникоде определены несколько графических вариантов буллитов:
| Символ | Код    | Название                | HTML               |
| ------ | ------ | ----------------------- | ------------------ |
| •      | U+2022 | BULLET                  | &#8226; или &bull; |
| ‣      | U+2023 | TRIANGULAR BULLET       | &#8227;            |
| ⁃      | U+2043 | HYPHEN BULLET           | &#8259;            |
| ⁌      | U+204C | BLACK LEFTWARDS BULLET  | &#8268;            |
| ⁍      | U+204D | BLACK RIGHTWARDS BULLET | &#8269;            |
| ∙      | U+2219 | BULLET OPERATOR         | &#8729;            |
| ◦      | U+25E6 | WHITE BULLET            | &#9702;            |

Первому из этих вариантов соответствует в HTML именованная сущность &bull;, но для разметки маркированных списков лучше использовать специальный элемент <ul>.
В Windows буллит можно набирать сочетанием Alt и 0149 на цифровом блоке клавиатуры.
В CSS для создания маркированных списков используется атрибут list-style-type, который допускает три графических варианта буллита: disc (чёрный кружок), circle (чёрное колечко) и square (чёрный квадратик). Кроме того, атрибут list-style-image позволяет использовать буллит произвольного вида, указав URL графического файла с его изображением.
При наборе текста на пишушей машинке буллиты часто заменялись звёздочками. Этот способ обозначения маркированных списков сохранился в вики-разметке, и некоторые текстовые процессоры сами преобразуют строки, набранные со звёздочкой в начале, в маркированные списки.